# 鞍葉蘚
鞍葉蘚（学名：Tuyamaella molischii）为細鱗蘚科鞍葉蘚屬下的一个种。